# Testvériség SE
A Testvériség Sport Egyesület, röviden Testvériség SE, egy 1909-ben alapított magyar sportegyesület. Székhelye Budapest XV. kerületében, Újpalotán található. Az egyesület a labdarúgás mellett a versenyszerű gombfociban is jeleskedik. A "Tesi" a kétezertízes évek legeredményesebb szektorlabda csapata, hiszen három alkalommal nyerték meg a Magyar Bajnokságot, két ízben pedig az Interkontinentális Kupát. Játékosaik közül Pákai György, Szatmári Tamás, Lukács Viktor, Magyar Antal és Koczor János is világbajnoki címet szerzett.

## Névváltozások
- 1909–1949 Testvériség Sport Egyesület
- 1949–1951 Rákospalotai Vasutas SK
- 1951–1954 Rákospalotai Lokomotív SK
- 1954–1957 Rákospalotai Törekvés
- 1957– Testvériség Sport Egyesület

## Sikerek
Magyar bajnokság
- Részvétel: 1946-47

Magyar labdarúgó-bajnokság (másodosztály)
- Bajnok: 1918-19, 1945-46

Amatőr I. osztály
- Bajnok: 1927-28

BLSZ I. osztály
- Bajnok: 1958-59

Ötödosztály
- Bajnok: 1963 ősz, 1965, 1992-93, 2012-13

Hatodosztály
- Bajnok: 1970 tavasz, 1999-00

Budapest kupa
- Győztes: 2013-14

## Jelenlegi keret
| No. |     | Poszt | Játékos           |
| --- | --- | ----- | ----------------- |
| 1   | HUN | K     | Zubány Miklós     |
|     | HUN | K     | Igar Roland       |
| 12  | HUN |       | Pálmai Zsolt      |
|     | HUN | V     | Alm Tamás         |
|     | HUN | V     | Sintár Márton     |
| 18  | HUN | V     | Grót Tamás István |
| 8   | HUN |       | Kaszala Patrik    |

| #  |     | Poszt | Név               |
| -- | --- | ----- | ----------------- |
| -  | HUN |       | Simon Zoltán      |
| 13 | HUN |       | Bódis Tibor Gábor |
| 15 | HUN |       | Orosz Ákos        |
|    | HUN | KP    | Pósa Dániel       |
|    | HUN | KP    | Fehér Ádám        |
| 5  | HUN | V     | László Bence      |
| 6  | HUN | CS    | Fehér Ádám        |

Vezetőedző: Kollár Zsolt

### Híres játékosok
* a félkövérrel írt játékosok rendelkeznek felnőtt válogatottsággal.
- Délczeg Gergely
- Kaposi Sándor
- Nagy Ferenc
- Zombori Zalán

## Kiemelt mérkőzések
| 1947. május 18. |

| Testvériség SE | 2 – 5 | FTC |
| -------------- | ----- | --- |
|                |       |     |

| Üllői úti stadion, Budapest |

| 2014. április 23. |

| Voyage SE                          | 3 – 3 | Testvériség SE                  |
| ---------------------------------- | ----- | ------------------------------- |
| Benedek 23' Bognár 58' Benedek 78' | (1-3) | Jakab 19' Lőrincz 35' Jakab 45' |
| Büntetőpárbaj                      |       |                                 |
|                                    | 3–4   |                                 |

| Béke téri sporttelep, Budapest |

| 2014. augusztus 13. |

| Testvériség SE | 0 – 7 | Videoton FC                                                                      |
| -------------- | ----- | -------------------------------------------------------------------------------- |
|                | (0-3) | F. Oliveira 21' Álvarez 25' Chakla 44' Caneira 59' Vallejos 73' Feczesin 81' 85' |

| Barátság sporttelep, Budapest |

| 2016. szeptember 14. |

| Testvériség SE | 0 – 4 | Vasas SC                                            |
| -------------- | ----- | --------------------------------------------------- |
|                | (0-1) | Korcsmár 25' James 51' Ferenczi 79' Czvitkovics 86' |

| Barátság sporttelep, Budapest |

## Eredmények
| Év               | Bajnokság     | Helyezés |
| 1910–1911        | NB III        | 9.       |
| 1911–1912        | NB III        | 3.       |
| 1912–1913        | NB II         | 2.       |
| 1913–1914        | NB III        | 3.       |
| 1915 tavasz      | NB II         | 6.       |
| 1915 ősz         | NB II         | 6.       |
| 1916 tavasz      | NB II         | 1.       |
| 1916–1917        | NB II         | 3.       |
| 1917–1918        | NB II         | 2.       |
| 1918–1919        | NB II         | 1.       |
| 1919–1920        | NB II         | 2.       |
| 1920–1921        | NB II         | 7.       |
| 1921–1922        | NB III        | 2.       |
| 1922–1923        | NB II         | 11.      |
| 1923–1924        | NB II         | 13.      |
| 1924–1925        | NB III        | 2.       |
| 1925–1926        | NB II         | 5.       |
| 1926–1927        | NB II         | 4.       |
| 1927–1928        | NB II         | 1.       |
| 1928–1929        | NB II         | 4.       |
| 1929–1930        | NB II         | 13.      |
| 1930–1931        | NB III        | 2.       |
| 1931–1932        | NB III        | 3.       |
| 1932–1933        | NB III        | 5.       |
| 1933–1934        | NB II         | 10.      |
| 1934–1935        | NB II         | 10.      |
| 1935–1936        | NB II         | 8.       |
| 1936–1937        | NB II         | 9.       |
| 1937–1938        | NB II         | 13.      |
| 1938–1939        | NB III        | 11.      |
| 1939–1940        | NB III        | 2.       |
| 1940–1941        | NB III        | 3.       |
| 1941–1942        | NB II         | 9.       |
| 1942–1943        | NB II         | 6.       |
| 1943–1944        | NB II         | 10.      |
| 1944–1945        | NB II         | 5.       |
| 1945 tavasz-nyár | NB II         | 7.       |
| 1945–1946        | NB II         | 1.       |
| 1946–1947        | NB I          | 16.      |
| 1947–1948        | NB II         | 13.      |
| 1948–1949        | NB III        | 14.      |
| 1949–1950        | NB III        | 14.      |
| 1950 ősz         | NB III        | 16.      |
| 1951             | NB III        | 12.      |
| 1952             | NB III        | 8.       |
| 1953             | NB III        | 4.       |
| 1954             | NB III        | 12.      |
| 1955             | NB III        | 12.      |
| 1956             | NB III        | 12.      |
| 1957 tavasz      | NB III        | 5.       |
| 1957–1958        | negyedosztály | 7.       |
| 1958–1959        | negyedosztály | 1.       |
| 1959–1960        | NB III        | 13.      |
| 1960–1961        | negyedosztály | 3.       |
| 1961–1962        | negyedosztály | 2.       |
| 1962–1963        | negyedosztály | 6.       |
| 1963 ősz         | ötödosztály   | 1.       |
| 1964             | ötödosztály   | 2.       |
| 1965             | ötödosztály   | 1.       |
| 1966             | negyedosztály | 15.      |
| 1967             | negyedosztály | 16.      |
| 1968             | ötödosztály   | 17.      |
| 1969             | hatodosztály  | 5.       |
| 1970 tavasz      | hatodosztály  | 1.       |
| 1970–1971        | hatodosztály  | 9.       |
| 1971–1972        | hatodosztály  | 3.       |
| 1978–1979        | negyedosztály | 5.       |
| 1979–1980        | negyedosztály | 14.      |
| 1983–1984        | ötödosztály   | 9.       |
| 1984–1985        | ötödosztály   | 9.       |
| 1985–1986        | ötödosztály   | 12.      |
| 1986-1987        | ötödosztály   | 10.      |
| 1988–1989        | ötödosztály   | 10.      |
| 1989–1990        | ötödosztály   | 6.       |
| 1992–1993        | ötödosztály   | 1.       |
| 1993–1994        | negyedosztály | 16.      |
| 1994–1995        | ötödosztály   | 2.       |
| 1995–1996        | ötödosztály   | 2.       |
| 1996–1997        | negyedosztály | 14.      |
| 1997–1998        | hatodosztály  | 8.       |
| 1998–1999        | hatodosztály  | 4.       |
| 1999–2000        | hatodosztály  | 1.       |
| 2000–2001        | ötödosztály   | 7.       |
| 2001–2002        | ötödosztály   | 14.      |
| 2002–2003        | hatodosztály  | 4.       |
| 2003–2004        | hatodosztály  | 3.       |
| 2004–2005        | hatodosztály  | 4.       |
| 2005–2006        | ötödosztály   | 5.       |
| 2006–2007        | ötödosztály   | 3.       |
| 2007–2008        | ötödosztály   | 6.       |
| 2008–2009        | ötödosztály   | 13.      |
| 2009–2010        | ötödosztály   | 8.       |
| 2010–2011        | ötödosztály   | 3.       |
| 2011–2012        | negyedosztály | 16.      |
| 2012–2013        | ötödosztály   | 1.       |
| 2013–2014        | negyedosztály | 9.       |
| 2014–2015        | negyedosztály | 11.      |
| 2015–2016        | negyedosztály | 9.       |
| 2016–2017        | negyedosztály | 7.       |
| 2017–2018        | negyedosztály | 9.       |
| 2018–2019        | negyedosztály | 6.       |
| 2019–2020        | negyedosztály | 6.       |